# Cap Norfeu
Cap Norfeu ist ein Kap im Naturpark Cap de Creus an der Costa Brava in Katalonien, Spanien, zwischen den Ortschaften Roses im Westen und Cadaqués im Osten. Das Cap Norfeu bildet den südöstlichsten Punkt der Halbinsel Cap de Creus.

## Besonderheit
Die Natur mit ihrem biologischen Reichtum ist an keinem anderen Ort im Naturpark Cap de Creus so intakt wie am Cap Norfeu.

## Namensgebung
Der Name Cap Norfeu ist aus der griechischen Mythologie entnommen: Der berühmte Sänger Orpheus fuhr singend an diesem Küstenabschnitt mit seinem Schiff vorbei, worauf sich die Pyrenäen ihm näherten, um ihm zuzuhören. Sie verloren nahe am Wasser das Gleichgewicht und stürzten ins Meer, wobei diese kleine Halbinsel entstand, die seitdem Kap des Orpheus genannt wird.

## Einzelnachweise

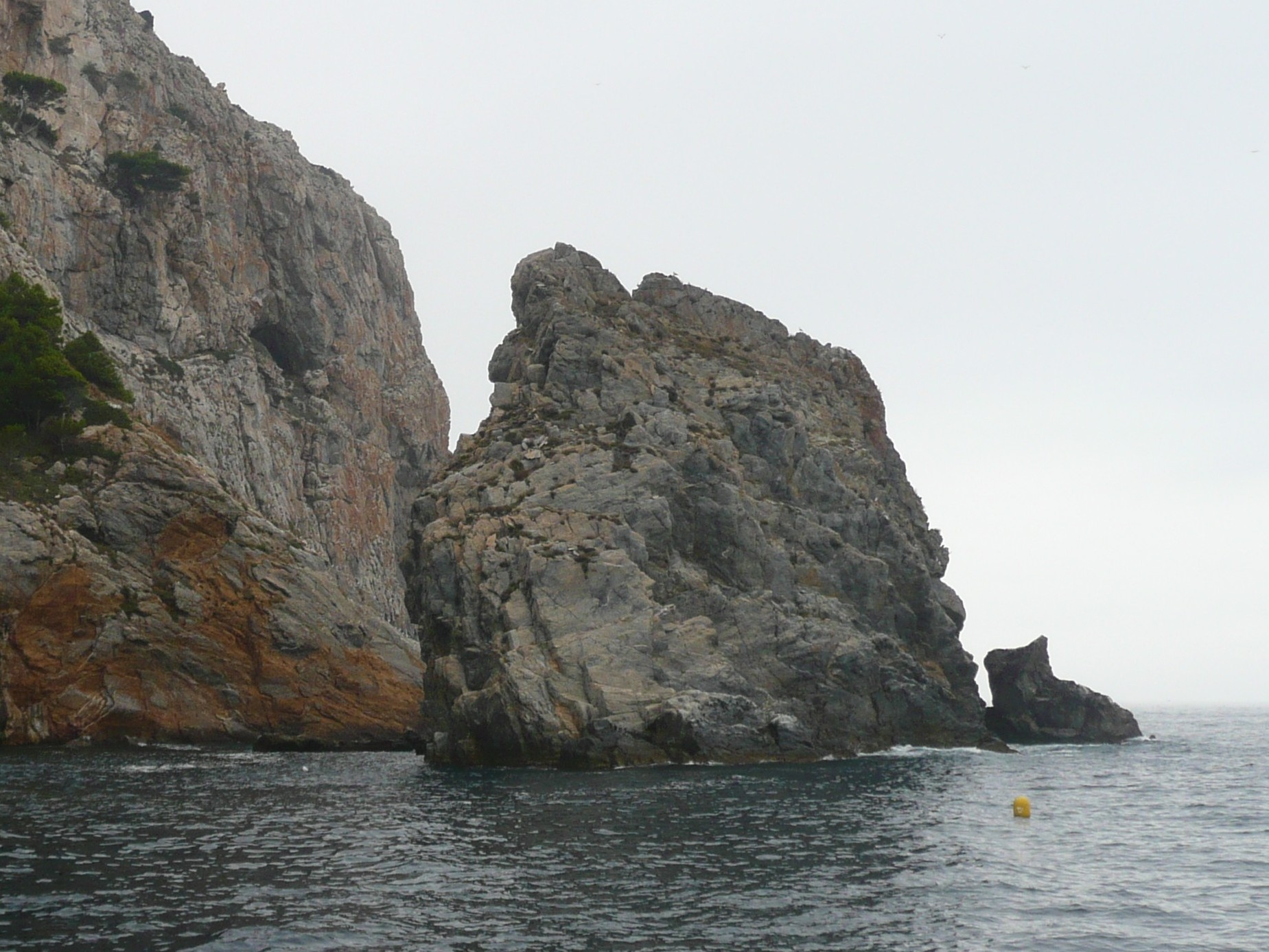
Westseite des Felses El Gat am Cap Norfeu
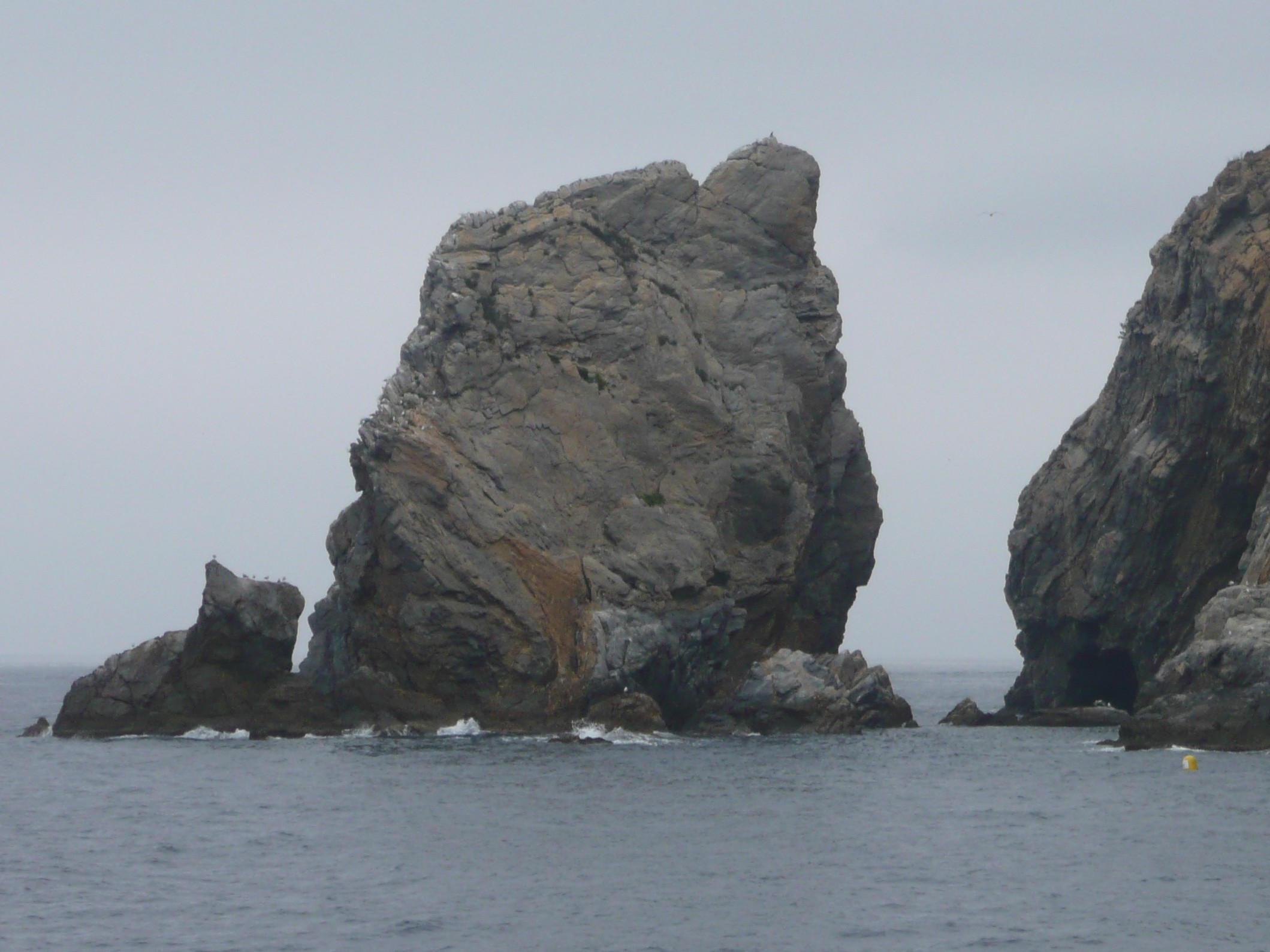
Ostseite des Felses El Gat am Cap Norfeu